# 铁联水库
铁联水库是中国广西壮族自治区玉林市兴业县葵阳镇境内的一座水库，位于南流江支流白沙河上，建于1962年。水库正常库容为571万立方米，平均水深为10.00米，集雨面积为33平方千米，海拔为114.5米。